# Stenobermuda acutirostrata
Stenobermuda acutirostrata är en kräftdjursart som beskrevs av Schultz1979. Stenobermuda acutirostrata ingår i släktet Stenobermuda och familjen Stenetriidae. Inga underarter finns listade i Catalogue of Life.